# باشگاه فوتبال ساندفیورد
باشگاه فوتبال ساندفیورد (انگلیسی: Sandefjord Fotball) یک باشگاه فوتبال حرفه ای نروژی است که در ۱۰  سپتامبر ۱۹۹۸ تأسیس شد. این باشگاه در حال حاضر در لیگ برتر فوتبال نروژ، بالاترین سطح سیستم لیگ فوتبال در نروژ، رقابت می کند. زمین اصلی آنها ریلیز آرنا است که در ساندفیورد، وستفولد واقع شده است.